# Asmate irradiata
Asmate irradiata là một loài bướm đêm trong họ Geometridae.